# Tim Schafer
Timothy John Schafer (Sonoma, 26 juli 1967) is een Amerikaans ontwikkelaar van computerspellen.

## Carrière
Schafer startte zijn carrière bij LucasArts nadat hij was afgestudeerd aan de Universiteit van Californië - Berkeley. Hij begon hier als programmeur en werd door Ron Gilbert gevraagd om te werken aan een nieuw spel, genaamd The Secret of Monkey Island. Het team werkte ook aan de opvolger Monkey Island 2: LeChuck's Revenge.
Na het vertrek van Gilbert nam hij zijn rol over, en ontwierp bekende grafische avonturenspellen voor LucasArts, waaronder Full Throttle, Grim Fandango en Day of the Tentacle
Nadat LucasArts zich steeds verder terugtrok uit de grafische avonturenspellen verliet Schafer begin 2000 het bedrijf en richtte in juli van dat jaar zijn eigen bedrijf op, Double Fine Productions. Het eerste spel dat hij hier ontwikkelde is Psychonauts.
In 2009 werd Schafer door het tijdschrift IGN uitgeroepen als een van de honderd beste computerspelontwikkelaars aller tijden. In datzelfde jaar werd hij ook door Gamasutra genomineerd voor de Top 20 van beste schrijvers van computerspellen. Eind 2009 kwam het tweede spel van Double Fine uit, genaamd Brütal Legend.
In 2006 ontving Schafer een BAFTA-prijs voor beste scenario voor het spel Psychonauts.
Schafer ontwikkelde het spel Broken Age dat werd gestart als crowdfunding op Kickstarter. In totaal haalde het spel ruim 3,3 miljoen dollar op. Het spel is uitgebracht op 28 april 2015 en is een point-and-click avonturenspel.

## Computerspellen
- The Secret of Monkey Island (1990)
- Monkey Island 2: LeChuck's Revenge (1991)
- Day of the Tentacle (1993)
- Full Throttle (1995)
- Grim Fandango (1998)
- Psychonauts (2005)
- Brütal Legend (2009)
- Broken Age (2014)
- Psychonauts 2 (2021)